# جمهورية كوريا الأولى
جمهورية كوريا الأولى (بالكورية: 제1공화국) هي حكومة كوريا الجنوبية منذ أغسطس 1948 وحتى أبريل 1960. تأسست الجمهورية الأولى في 15 أغسطس 1948 بعد انتقال الحكومة من حكومة عسكرية تابعة للجيش الأمريكي والتي حكمت كوريا الجنوبية منذ نهاية الحكم الياباني في عام 1945، لتصبح أول حكومة جمهورية رأسمالية مستقلة في كوريا. أصبح ري سنغ مان أول رئيس لكوريا بعد الانتخابات العامة في مايو 1948، وأصدرت الجمعية الوطنية في سول أول دستور لكوريا الجنوبية في يوليو لتأسيس نظام حكم رئاسي ديمقراطي.
ادعت الجمهورية الأولى سيادتها على شبه الجزيرة الكورية بأكملها ولكنها لم تحتفظ بالسلطة إلا جنوب خط العرض 38 درجة شمالًا حتى نهاية الحرب الكورية في عام 1953 عندما عُدلت الحدود. تميزت الجمهورية الأولى بسلطوية ري والفساد، والتنمية الاقتصادية المحدودة، ومعاداة الشيوعية القوية، فضلًا عن عدم الاستقرار السياسي المتنامي والمعارضة الشعبية لري في أواخر الخمسينيات من القرن العشرين. أدت ثورة أبريل في أبريل 1960 إلى استقالة ري والانتقال إلى جمهورية كوريا الجنوبية الثانية.

## السياسة
حصل ري على تأييد الحزب الديمقراطي الكوري في الانتخابات، لكنه لم يضم أيًا من أعضائه في حكومته. انتقامًا، شكّل أعضاء الحزب حزبًا قوميًا معارضًا ديمقراطيًا موحدًا، وبدأوا في الدعوة إلى نظام وزاري من شأنه أن يزيل السلطة من الرئيس. أدى ذلك إلى إعادة تجميع فصيل ري في الحزب الوطني، الذي أصبح فيما بعد الحزب الليبرالي، وبقي قاعدة ري طوال فترة إدارته. أُجريت الانتخابات البرلمانية الثانية للبلاد في 30 مايو 1950، ومنحِت غالبية المقاعد للمستقلين.
واصلت حكومة كوريا الجنوبية العديد من ممارسات الحكومة العسكرية الأمريكية. شمل ذلك القمع الوحشي للنشاط اليساري. واصلت حكومة ري العمل العسكري العنيف ضد انتفاضة جيجو. سحقت أيضًا الانتفاضات العسكرية في سون تشون ويوسو، التي أثارتها أوامر الإبحار إلى جيجو للمشاركة في أعمال القمع.

## ما قبل الحرب
أشرفت هذه الحكومة على العديد من مذابح ما قبل الحرب، وأبرزها مذبحة عصبة بودو إذ أعدِم ما بين 100,000 و1,140,000 للاشتباه في دعمهم الشيوعية.

## الحرب الكورية

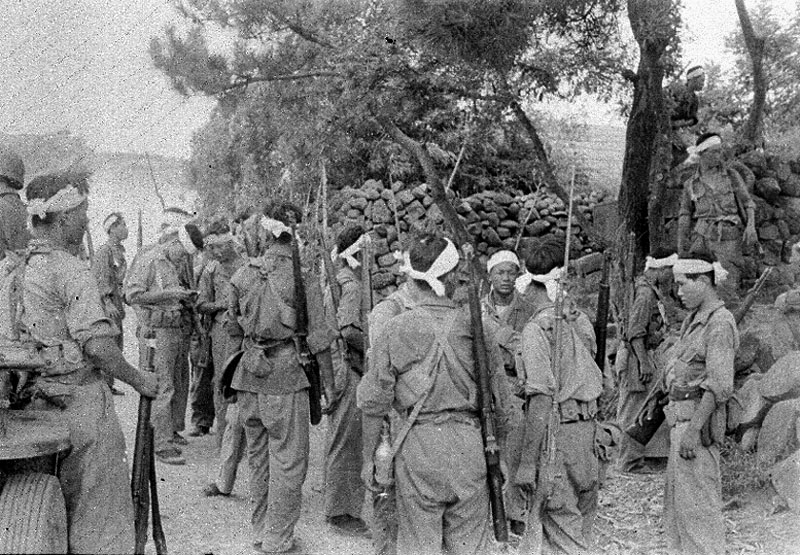
صورة جنود خلال الحرب الكورية

في 25 يونيو 1950 غزت القوات الكورية الشمالية كوريا الجنوبية، وبدأت الحرب الكورية. بقيادة الولايات المتحدة، قام تحالف مكون من 16 عضوًا بأول عمل جماعي تحت مظلة قيادة الأمم المتحدة. تسببت خطوط القتال المتذبذبة في سقوط عدد كبير من الضحايا المدنيين، فضلًا عن الدمار الهائل الذي أحدثته. مع دخول جمهورية الصين الشعبية بالنيابة عن كوريا الشمالية في عام 1951، وصل القتال إلى طريق مسدود بالقرب من خط ترسيم الحدود الأصلي.
بدأت مفاوضات الهدنة في يوليو 1951، واختتمت أخيرًا في 27 يوليو 1953 في بانمنجوم، التي تقع حاليًا في المنطقة المنزوعة السلاح. وقِعت اتفاقية الهدنة الناتجة من قبل الجيش الكوري الشمالي، ومتطوعي الشعب الصيني، وقيادة الأمم المتحدة بقيادة الولايات المتحدة وكوريا الجنوبية. لم توقع معاهدة سلام حتى الآن. بعد الهدنة، عادت حكومة كوريا الجنوبية إلى سول في تاريخ رمزي هو 15 أغسطس 1953.

## أحداث ما بعد الحرب
بعد الهدنة، شهدت كوريا الجنوبية اضطرابات سياسية في ظل سنوات من نظام ري سنغ مان الملكي، الذي انتهى بانتفاضة طلابية في عام 1960. طوال حكمه، سعى ري لاتخاذ خطوات إضافية لتعزيز سيطرته على الحكومة. بدأت خطواته في عام 1952 (بعد وقت قصير من انتخابه لولاية ثانية)، عندما كانت الحكومة ما تزال متمركزة في بوسان بسبب الحرب المستمرة. في مايو من ذلك العام، جعل ري الرئاسة منصبًا منتخبًا بشكل مباشر من خلال التعديلات الدستورية. ولتحقيق ذلك أعلن الأحكام العرفية وسجن أعضاء البرلمان الذين توقعوا أن يصوتوا ضدها. انتخِب ري لاحقًا بهامش واسع. استعاد سيطرته على البرلمان في انتخابات عام 1954، ثم مارس الضغوط من خلال تعديل يقضي بإعفاء نفسه من تحديد مدة المنصب المقدرة بثماني سنوات.
بدت احتمالات إعادة انتخاب ري خلال الحملة الرئاسية لعام 1956 باهتة في البداية. تزايد الإحباط العام إزاء محاولاته الرامية إلى الحصول على ولاية ثالثة، واجتذب مرشح المعارضة الرئيسي سين إيك هوي حشودًا هائلة أثناء حملته الانتخابية. لكن موت سين المفاجئ أثناء حملته الانتخابية سمح لري بالفوز بالرئاسة بسهولة. وفي وقت لاحق اتهم المرشح الذي فاز بالمرتبة الثانية في تلك الانتخابات، تشو بونج ام من الحزب التقدمي، بالتجسس ثم أعدم في عام 1959.
اندلعت أحداث عام 1960، والمعروفة باسم ثورة أبريل، بسبب القمع العنيف لمظاهرة طلابية في ماسان يوم الانتخابات الرئاسية في 15 مارس. في البداية قمعت الشرطة المحلية هذه الاحتجاجات، لكنها اندلعت مرة أخرى بعد العثور على جثة طالب عائمة في الميناء. ثم انتشرت الاحتجاجات السلمية في وقت لاحق إلى سول وفي مختلف أنحاء البلاد، واستقال ري في 26 أبريل.

## التعليم
شهدت هذه الفترة نموًا هائلًا في التعليم على جميع المستويات، حتى خلال اضطرابات الحرب الكورية. شهدت الجمهورية الأولى التنفيذ الكامل لنظام تعليمي رسمه مجلس التعليم الكوري تحت قيادة حكومة الجيش العسكري الأمريكي في كوريا. شكل هذا التعليم مفهوم هونجيك إنغاين، الشخص الذي يعود بالنفع على الجميع، وسعى إلى إعداد الطلاب للمشاركة في مجتمع ديمقراطي. يدعي البعض بأن هذا التعليم الديمقراطي ساهم في احتجاجات الطلاب التي أسقطت حكومة ري السلطوية في عام 1960.
دخل قانون التعليم الأول حيز التنفيذ في 31 ديسمبر 1949. كان أهم جانب من ذلك إدخال التعليم الإلزامي الشامل في المرحلة الابتدائية. أدى هذا الشرط إلى بناء المدارس على نطاق واسع؛ بحلول نهاية الجمهورية الأولى، تجاوز معدل الالتحاق بالمدارس الابتدائية 95%. بالإضافة إلى ذلك، استبدِل بنظام السلم المزدوج الذي استخدمته حكومة الاحتلال اليابانية نظام السلم الأحادي، مع 6 سنوات من التعليم الابتدائي، و3 من التعليم الثانوي، و3 من التعليم الثانوي، و4 من التعليم الجامعي.
وشهدت هذه الفترة أيضًا اعتماد أول منهج وطني لكوريا الجنوبية.

## الاقتصاد
كان اقتصاد هذه الفترة مضطربًا للغاية.
خلال الفترة منذ عام 1945 وحتى عام 1950، أجرت سلطات الولايات المتحدة وكوريا الجنوبية إصلاحًا للأراضي التي احتفظت بمؤسسة الملكية الخاصة. صادروا وأعادوا توزيع جميع الأراضي التي احتفظت بها الحكومة الاستعمارية اليابانية، والشركات اليابانية، والمستعمرين اليابانيين الأفراد. نفذت حكومة كوريا الجنوبية إصلاحًا اضطر فيه الكوريون الجنوبيون الذين يمتلكون أراضي كبيرة إلى التنازل عن معظم أراضيهم. أنشئِت فئة جديدة من مالكي الأسرة المستقلة.

## العلاقات الدولية
سعى ري لمواءمة حكومته بقوة مع الولايات المتحدة، ضد كل من كوريا الشمالية واليابان. كانت سياسة الجمهورية الأولى في التعامل مع كوريا الشمالية، قبل وبعد الحرب الكورية، سياسة «التوحيد بالقوة». على الرغم من إجراء بعض المحادثات حول تطبيع العلاقات مع اليابان، فإنها لم تحقق تقدمًا يُذكر. وفي الوقت نفسه، حصلت الحكومة على مبالغ هائلة من المساعدات الأميركية، وبكميات اقتربت في بعض الأحيان من الحجم الإجمالي للميزانية الوطنية.
في 18 يناير 1952، أعلن ري سيادة كوريا الجنوبية على المياه حول شبه الجزيرة الكورية، في مفهوم مشابه لمفهوم المناطق الاقتصادية الخالصة اليوم. وهكذا رُسمت الحدود البحرية، التي أطلق عليها ري «خط السلام»، وضمت صخور ليانكورت كأراضي كورية جنوبية.